# Bipirâmide triangular alongada
Em geometria, a bipirâmide triangular alongada é um tipo de Sólidos de Johnson (J14). Como o nome sugere, pode ser construída alongando-se uma pirâmide triangular (J12) colocando-se um prisma triangular entre suas metades.
O nirrosula, um instrumento musical africano tecido de tiras de folhas de planta, é feito sob a forma de uma série de bipirâmides alongadas com triângulos não equiláteros como faces de sua parte superior.